# إيفان بابانين
إيفان دميترييفيتش بابانين (بالروسية: Иван Dmitrievich Papanin؛ 26 نوفمبر 1894 - 30 يناير 1986) هو أدميرال وعالم ومستكشف قطبي سوفيتي، حامل وسام بطل الاتحاد السوفيتي مرتين، وحصل على تسعة أوسمة لينين. شارك في الحرب الأهلية الروسية

## نشاته
ولد بابانين في سيفاستوبول لعائلة بحار من أصل يوناني روسي، تخرج من مدرسة زيمسكايا الابتدائية في عام 1909، تم تجنيده في البحرية الإمبراطورية الروسية في عام 1914 شارك في الحرب الأهلية الروسية إلى جانب البلاشفة، وقاتل في أوكرانيا. تم إرساله إلى شبه جزيرة القرم لتنظيم حركة حرب العصابات ضد قوات زعيم الحركة البيضاء البارون بيوتر رانجل عام 1920.
في نوفمبر 1920 بعد استيلاء البلاشفة على شبه جزيرة القرم، تم تعيين بابانين مدعيًا عامًا وقائدًا لفرع القرم من الشرطة السرية السوفيتية، تشيكا. ويقال إن روزاليا زيملياتشكا، منظمة الحركة الحزبية في شبه جزيرة القرم، كانت رئيسته وصديقته. في عام 1922 حصل على أول جائزة سوفياتية له، وسام الراية الحمراء لأداء مثالي لمهمة تصفية المعادين للثورة في شبه جزيرة القرم وخاركيف وأماكن أخرى.

### كمستكشف قطبي
في عام 1923، عمل في هيئة الاتصالات. وفي عام 1929، أكمل بابانين دورات أوسوافياخيم الخاصة. وفي عامي 1931 و1932 تخرج من دورات الاتصالات العليا في مفوضية الشعب للبريد والبرق والدورة الأولى لقسم الاتصالات في أكاديمية التخطيط. وفي عام 1931، شارك في رحلة كاسحة الجليد ماليجين إلى أرض فرانز جوزيف. وفي الفترة ما بين عامي 1932 و1933، كان رئيسًا لرحلة استكشافية قطبية في خليج تيخايا في أرض فرانز جوزيف. وفي عامي 1934 و1935، كان قائدًا لمحطة قطبية في رأس تشيليوسكين.
في عام 1937، كان مسؤولاً عن رحلة القطب الشمالي-1. هبط أربعة باحثين، إيفان بابانين، وإرنست كرينكل، ويفجيني فيودوروف، وبيوتر شيرشوف، على طوف الجليد المنجرف في طائرة يقودها ميخائيل فودوبيانوف. لمدة 234 يومًا، أجرى فريق بابانين مجموعة واسعة من الملاحظات العلمية في المنطقة القريبة من القطب الشمالي، حتى أعادتهم كاسحتا الجليد مورمان وتيمير. كانت أول رحلة من نوعها في العالم. حصل جميع أعضاء البعثة على لقب بطل الاتحاد السوفيتي، وهو لقب نادر للغاية قبل الحرب العالمية الثانية. حصل جميع الأعضاء أيضًا على درجة علمية في دكتوراه العلوم الجغرافية (بدون أطروحة أو أطروحة) وتم قبولهم في الجمعية الجغرافية للاتحاد السوفيتي. عند عودته من الرحلة، نشر الحياة على طوف جليدي: مذكرات إيفان بابانين.
في الفترة من 1939 إلى 1946، كان بابانين خليفة لأوتو شميت كرئيس لمؤسسة "غلافسيفموربوت" وهي المؤسسة التي أشرفت على جميع العمليات التجارية على طريق البحر الشمالي. في عام 1940، حصل على لقب بطل الاتحاد السوفييتي الثاني لتنظيمه الحملة التي أنقذت سيدوف. خلال الحرب العالمية الثانية، كان ممثل لجنة الدفاع الحكومية المسؤول عن جميع عمليات النقل عبر طريق البحر الشمالي. بين عامي 1941 و1952، كان عضوًا في لجنة المراجعة المركزية للحزب الشيوعي.

## حياته المهنية اللاحقة
بين عامي 1948 و1951، كان نائب مدير معهد علم المحيطات التابع لأكاديمية العلوم في الاتحاد السوفييتي، ومن عام 1951 حتى وفاته في عام 1986، كان رئيس قسم البعثات البحرية في الأكاديمية. وحتى عام 1972، كان أيضًا مدير معهد علم الأحياء في المياه الداخلية.

## إرثه

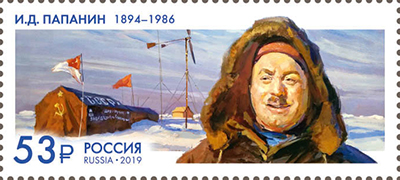
طابع تذكاري روسي لإيفان بابانين، 2019

أُطلق اسم بابانين على رأس في شبه جزيرة تايمير، وجبل في أنتاركتيكا، وجبل تحت الماء في المحيط الهادئ. كما أُطلق اسمه أيضًا على سفينة شحن وأبحاث من فئة الجليد (علامة النداء: UCJE) بُنيت عام 1990 وتعمل في كل من بحار القطب الشمالي والقطب الجنوبي. في أكتوبر 2019، كشفت روسيا عن سفينة دورية لكسر الجليد يبلغ وزنها 8500 طن وطولها 300 قدم سميت باسمه في حوض بناء السفن الأميرالية في سانت بطرسبرغ.